# Börje Tapper

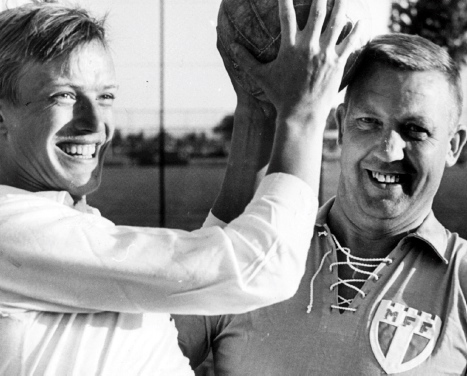
Börje Tapper (r.) 1964 mit seinem Sohn Staffan

Börje Tapper (* 20. Mai 1922; † 8. April 1981) war ein schwedischer Fußballspieler. Der Stürmer, der mit der schwedischen Nationalmannschaft an der Weltmeisterschaft 1950 teilnahm, gewann jeweils dreimal den schwedischen Meistertitel sowie den Landespokal.

## Werdegang
Tapper begann mit dem Fußballspielen bei Håkanstorps BK. Als Jugendlicher wechselte er zu Malmö FF. Hier rückte er in die Männermannschaft auf, für die er in der Allsvenskan antrat. Der erste große Erfolg gelang ihm mit der Mannschaft an der Seite von Kjell Rosén, Erik Nilsson und Helge Bengtsson in der Spielzeit 1943/44, als mit fünf Punkten Vorsprung auf IF Elfsborg und AIK der erste Gewinn des schwedischen Meistertitels in der Vereinsgeschichte errungen wurde. Im selben Jahr erreichte er mit der Mannschaft das Endspiel um den Svenska Cupen, das er mit drei Toren beim 4:3-Sieg über IFK Norrköping nahezu im Alleingang entschied.
In den folgenden Jahren spielte Tapper regelmäßig mit dem Klub um den Meistertitel. Den Beitrag Tappers honorierten die Verantwortlichen des Svenska Fotbollförbundet im Herbst 1945, als er am 30. September des Jahres beim 6:1-Erfolg über die finnische Nationalmannschaft im Nationaljersey debütierte. Dabei trug er mit fünf Toren entscheidend zum Sieg bei. Dennoch konnte er sich nicht in der Auswahlmannschaft behaupten und kam nur sporadisch zum Einsatz, da auf seiner Position in der Sturmreihe Gunnar Gren gesetzt war. In den Jahren 1946 und 1947 gelangen weitere Pokalerfolge, ehe die mit Spielern wie Karl-Erik Palmér oder Stellan Nilsson verstärkte Mannschaft in der Spielzeit 1948/49 erneut den Von-Rosens-Pokal für den Meistertitel holte. Im folgenden Jahr verteidigte sie den Titel, indem sie im gesamten Saisonverlauf ohne Niederlage blieb und nur zwei Unentschieden zuließ.
Im Sommer 1950 gehörte Tapper zum Kader der Landesauswahl beim Weltmeisterschaftsturnier in Brasilien. Im Turnierverlauf blieb er jedoch ohne Einsatz und trug somit allenfalls moralisch zum dritten Platz hinter Weltmeister Uruguay und Brasilien bei. Dennoch wechselte er im Anschluss an das Turnier wie viele seiner Landsleute nach Italien. Bei Genua 1893 kam er in sieben Spielen zum Einsatz und blieb daher lediglich eine Spielzeit. Anschließend kehrte er nach Schweden zurück. Einmal als Profi tätig gewesen, war Tapper in seinem Heimatland nicht mehr spielberechtigt und beendete im Alter von 29 Jahren seine aktive Laufbahn.
Im April 1981 erlag Tapper, der als vierfacher Nationalspieler sieben Länderspieltore erzielt hatte, seinem dritten Herzinfarkt.
Tappers Sohn Staffan spielte ebenso für Malmö FF und nahm mit der Nationalmannschaft an den Weltmeisterschaftsturnieren 1974 und 1978 teil.